# Acraea igati
Acraea igati is een vlinder uit de familie van de Nymphalidae. De wetenschappelijke naam van de soort is voor het eerst gepubliceerd in 1833 door Jean Baptiste Boisduval.
De soort komt voor in de bossen van Madagaskar en de Comoren.